# Tillandsia mauryana
Tillandsia mauryana es una especie de planta epífita dentro del género  Tillandsia, perteneciente a la  familia de las bromeliáceas.  Es originaria de México, donde se encuentra en el Estado de Hidalgo.

## Taxonomía
Tillandsia mauryana fue descrita por Lyman Bradford Smith y publicado en Contributions from the Gray Herbarium of Harvard University 117: 31, t. 2, f. 32–33. 1937.
Etimología
Tillandsia: nombre genérico que fue nombrado por Carlos Linneo en 1738 en honor al médico y botánico finlandés Dr. Elias Tillandz (originalmente Tillander) (1640-1693).
mauryana: epíteto
Sinonimia
- Tillandsia mauryana f. secundifolia Ehlers
- Viridantha mauryana (L.B.Sm.) Espejo[2][3]